# 今村拓馬
今村 拓馬（いまむら たくま、1980年8月20日 - ）は日本の写真家。
福岡県に生まれ、佐賀県鳥栖市に育つ。佐賀県立鳥栖高等学校、九州産業大学芸術学部写真学科卒業。九州産業大学大学院芸術研究科写真専攻修了。
日本写真家協会会員。
2007年、「Kids-existence-」により第3回名取洋之助写真賞を受賞した。
現代の、普段の子どもをテーマに、フリーで活動している。